# Låvenite
La låvenite è un minerale.

## Origine e giacitura
La lavenite ha origine nei tufi. In Italia bei esemplari, ma non di grandi dimensioni si trovano nei tufi di Ischia